# Les Loges-Margueron
Les Loges-Margueron település Franciaországban, Aube megyében. Lakosainak száma 214 fő (2022. január 1.). Les Loges-Margueron Chaource, Cormost, Cussangy, Jeugny, Lantages, La Loge-Pomblin, Metz-Robert, Montceaux-lès-Vaudes, Rumilly-lès-Vaudes és La Vendue-Mignot községekkel határos.

## Népesség
A település népessége az elmúlt években az alábbi módon változott:
| Lakosok száma | 214  | 169  | 151  | 212  | 204  | 196  | 201  | 218  | 216  | 214  |
|               | 1968 | 1982 | 1990 | 2006 | 2013 | 2015 | 2017 | 2019 | 2020 | 2022 |